# Félix Planquette
Félix Planquette, né à Arras le 23 avril 1873, et mort à Paris le 12 mars 1964, est un peintre de paysage et animalier français.

## Biographie
Félix Augustin Édouard Planquette naît dans une famille de négociants, il découvre l'art grâce à son grand-père maternel, François Létévez qui est l'ami des peintres Jules et Émile Breton. Il se marie, en premières noces, le 12 avril 1905 dans le 18e arrondissement de Paris avec Catherine Manessier, et après son divorce, en secondes noces, le 12 mars 1925 dans le même arrondissement avec Augustine Tillard.
Il est l'élève d'Alexandre Houzé à l'école des beaux arts d'Arras, de Pharaon de Winter à l'école des beaux-arts de Lille, d'Adrien Demont à Wissant et de Fernand Cormon à Paris. 
Il s'installe à Wissant et participe à l'école de Wissant. En 1901, il obtient le prix Brizard. Établi plus tard à Montmartin-sur-Mer (Manche), il se spécialise dans le paysage et la peinture animalière, et représente avec sensibilité la campagne normande et les rivages de la Manche, les paysages de la Creuse et de la Côte d'Azur. Il trouve également des sources d'inspiration lors de ses voyages en Espagne et en Écosse.
Sa fiche militaire nous montre, d'une part qu'il n'a pas, en tant que caporal, participé à la Première Guerre mondiale et que d'autre part il a habité les localités suivantes, en 1900 Saint-Sébastien en Espagne, en 1905 voyage en Espagne, de 1906 à 1914 à Arras et en 1914 à Granville.
Peintre réputé et fécond, il expose régulièrement au Salon des artistes français où il est primé en 1900, 1902 et obtient une bourse de voyage en 1905, et il obtient le prix Rosa-Bonheur en 1912,. 

En 1925, lors d'une de ses expositions à Lille, Émile Poiteau (d) préface son catalogue en ces termes : 

« Dégageant Planquette de toutes les consécrations officielles, le libérant des formules d'art, des chapelles et des salons dont la mode est lancée par tel ou tel critique […] il a su par la magie même de son pinceau, traduire les émotions même de la nature […] Planquette a réussi ce tour de force d'accrocher véritablement les rayons du soleil au poil de ses vaches […] c'est un coloriste inimitable […] il s'est acquis dans l'histoire de la peinture de ces vingt dernières années, une place à part de tout premier rang »

En 1929, il est nommé Rosati d'honneur.
Il meurt le 12 mars 1964 au no 170 boulevard Ney dans le 18e arrondissement de Paris, il est domicilié dans le même arrondissement au no 33 rue Lamarck. 
Ses œuvres réparties dans le monde entier et particulièrement aux États-Unis.

## Collections publiques
- Arras, musée des beaux-arts :
  - Crépuscule dans la Hague, huile sur toile ;
  - Labour en baie du Mont-Saint-Michel, huile sur toile ;
  - Un matin dans la Creuse, huile sur toile ;
  - Pâturage sur les côtes normandes, huile sur toile ;
- Lille, palais des beaux-arts : Coucher de soleil, huile sur bois[9].

## Collections privées
- Saint Omer : Troupeau de Vaches, soleil couchant, huile sur toile, collection Alexandre de Bothuri.

## Iconographie
- Augustin Lesieux (1877-1964), Félix Planquette, buste en bronze, foyer du casino d'Arras.

## Expositions
- Galerie Georges Petit no 8 rue de Sèze à Paris, du 1 au 15 avril 1911[10].